# Herman Branover
Herman Branover (in ebraico ירמיהו ברנובר‎?; Riga, 13 dicembre 1931) è un fisico e educatore lettone, ebreo ortodosso naturalizzato israeliano, scrittore e traduttore. Noto nella comunità scientifica per essere stato un pioniere nel campo della Magnetoidrodinamica (MHD)..
La sua società di ricerca Solmecs ha sviluppato un generatore di energia non-convenzionale e ambientalmente sicuro, che ha dato avvio a molte altre tecnologie derivative. Nella sua vita personale, Branover aderisce strettamente alle usanze e alla filosofia mistica del chassidismo Chabad.